# Exposición del Imperio de la India

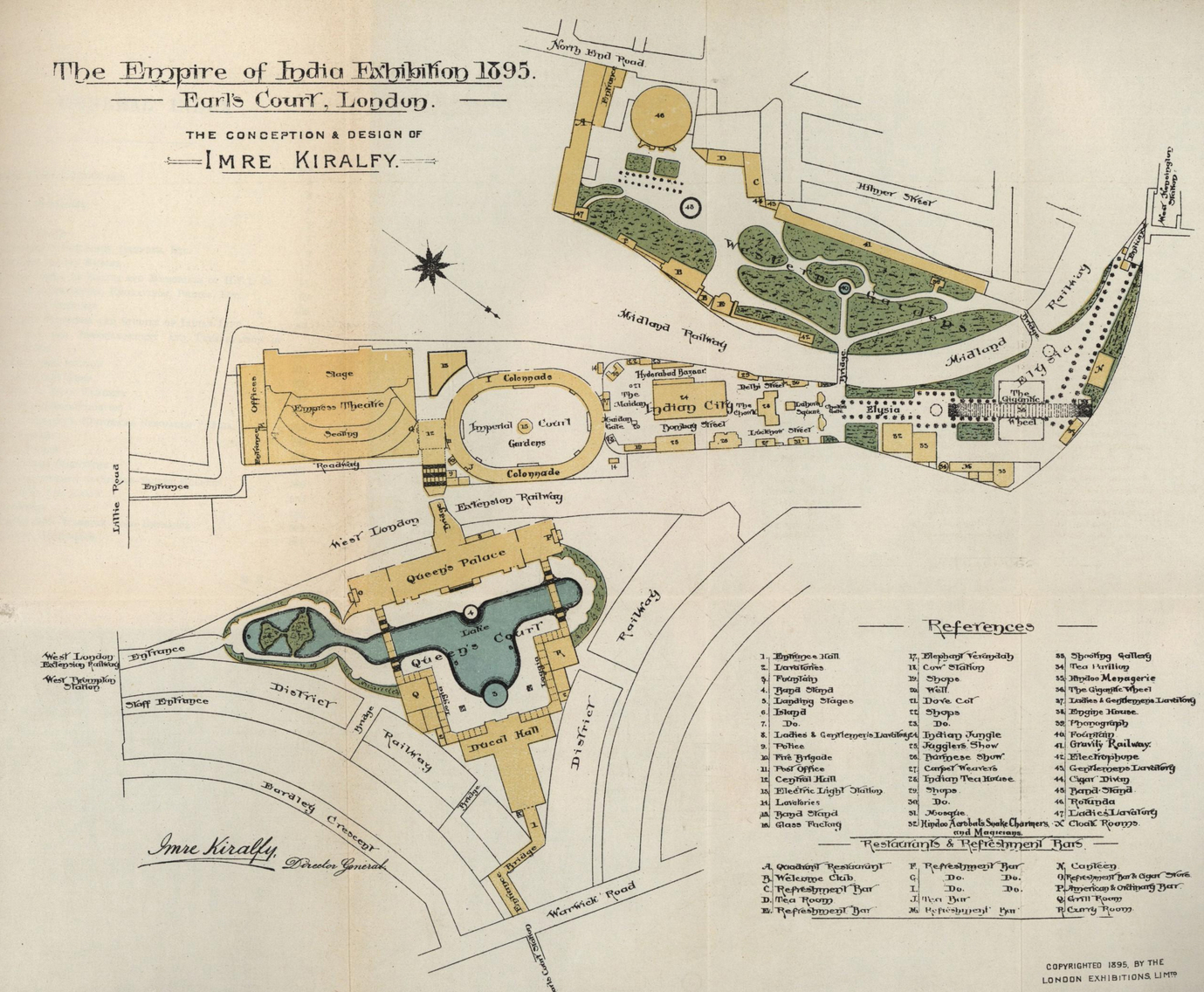
Plano de la exposición del catálogo oficial.

La Exposición del Imperio de la India fue una exposición que tuvo lugar en Earls Court en Londres en 1895. En ella se reprodujeron paisajes indios y hubo exhibiciones que reflejaron los estados pasados y presentes del país. El tema general era que la India moderna era producto de la paciencia y el ingenio británicos, idea dominante en Europa durante el auge del imperialismo. Fue organizada por el empresario Imre Kiralfy. 
La exposición incluyó la Great Wheel, que fue, con 94 metros de altura, la noria más alta del mundo hasta 1900.
En 1896, Kiralfy celebró una forma revisada de la Exposición del Imperio de la India, titulada "Exposición de la India y Ceilán". Fue esencialmente la misma que la de 1895, pero el marco de referencia se amplió para incluir a Ceilán, Borneo y Birmania. Se trajeron nuevos grupos de "aldeanos nativos" a Inglaterra para la temporada, incluidos artesanos cingaleses y un equipo de jugadores de fútbol birmanos.